# 艾希頓·庫奇
艾斯頓·古查（英語：Ashton Kutcher，1978年2月7日—）是一名美國演員、製作人、模特兒與企業投資家。

## 生平

### 早年生活
艾希頓·庫奇在美國愛荷華州的錫達拉皮茲出生，其父母賴瑞·庫奇和黛安·庫奇為工廠的員工，有一位姊姊桃莎和一位腦性麻痺的孿生兄弟麥可。庫奇的童年就像一個喜愛戶外活動的美國中西部居民一樣，做過許多奇特的的工作，如木匠工、捆草工和家禽閹割工。他在錫達拉皮茲的華盛頓高中念了一年書之後，便隨著家人搬到了Tiffin鎮，在Clear Creek-Amana高中完成學業，是學校橄欖球隊的一員。他的家庭生活壓力相當大，他曾說過：「我不想回家之後發現更多弟弟的壞消息，所以我讓自己很忙就感覺不到了。」他也表示曾有輕生的念頭，在十三歲時，曾想過從某醫院陽台跳樓自殺，但他父親最後避免這件事的發生。大約這個時候，其父母離婚了。高三時，曾和表哥在半夜闖入學校偷錢，在犯案離開時被抓到了，被判三級竊盜罪，緩刑三年和180小時的社區服務。庫奇表示此事件讓他走回正途，但卻失去了他的女友和即將核准的大學獎學金，在學校和當地社區受到排擠。
庫奇之後去念了愛荷華大學，為了想治好其弟弟的病，便主修生化工程（但未畢業），曾因為太吵太瘋狂而被趕出學校宿舍，他說：「我以為我無所不知，但實際上並不然，我抽菸抽的兇，也愛到處參加派對，起床後常常不知道自己前晚做了什麼，我真的是玩得太過火了，很驚訝我竟然沒死。」庫奇曾為了收入當過地板清潔工，有時也去捐血賺錢。在大學時期，他在愛荷華市的一間酒吧被星探挖掘，參加「Fresh Faces of Iowa」模特兒選拔賽贏得第一名，也贏得一趟到紐約市的「國際模特兒專長協會」（International Modeling and Talent Association）的旅程。待在紐約市一陣子後，他回到錫達拉皮茲，之後又搬到洛杉磯去追求他的演藝生涯。

### 職業生涯

#### 进入演艺圈
1997年，在參加完IMTA協會的模特兒競賽之後，庫奇與紐約的奈斯特（Next）模特兒經紀公司簽約，接拍了Calvin Klein的廣告，在巴黎和米蘭走秀，也拍了必勝客的廣告。
模特兒的生涯初期成功之後，庫奇搬到了洛杉磯，在一次面試之後，獲得《That '70s Show》節目的演出機會，從1998年一直延續到2006年。同時，庫奇也接演了許多電影，他曾參加《珍珠港》丹尼·沃克（Danny Walker）的角色的試鏡，但並沒有成功。他接演了許多成功的喜劇片，如《豬頭，我的車咧？》（Dude, Where's My Car?）、《新婚告急》（Just Married）和《誰敢來晚餐》（Guess Who）。他在《蝴蝶效應》（The Butterfly Effect）的角色對他來說非常引人注目，大眾對此片的評論有好有壞，但票房的成績相當亮眼。
2003年，庫奇當起MTV台《明星大整蛊》節目的製作人兼演員，此節目用隱藏式攝影機的手法拍攝名人。同時，庫奇也是真人實境秀《Beauty and the Geek》和《The Real Wedding Crashers》的監製。2006年，他接演了《海防最前線》（The Guardian），與凱文·柯斯納共同演出美國海岸防衛隊的救命員，此片的製片公司正金石影業曾因為庫奇喜劇演員的定位而猶豫是否找他來演這個動作片，他為了能夠接演此片，被迫不得與《That 70s Show》簽訂第八季和第九季的新合約，不過後來他還是以特別來賓的身分出現在前四集裡以及最後一集。庫奇也為動畫電影《打獵季節》（Open Season）配音，此片還剛好與《海防最前線》同日上映。

#### 踏入IT界
2013年11月1日，库彻受聘为联想最新产品YOGA平板代言，并成为联想特邀产品工程师。

## 個人生活

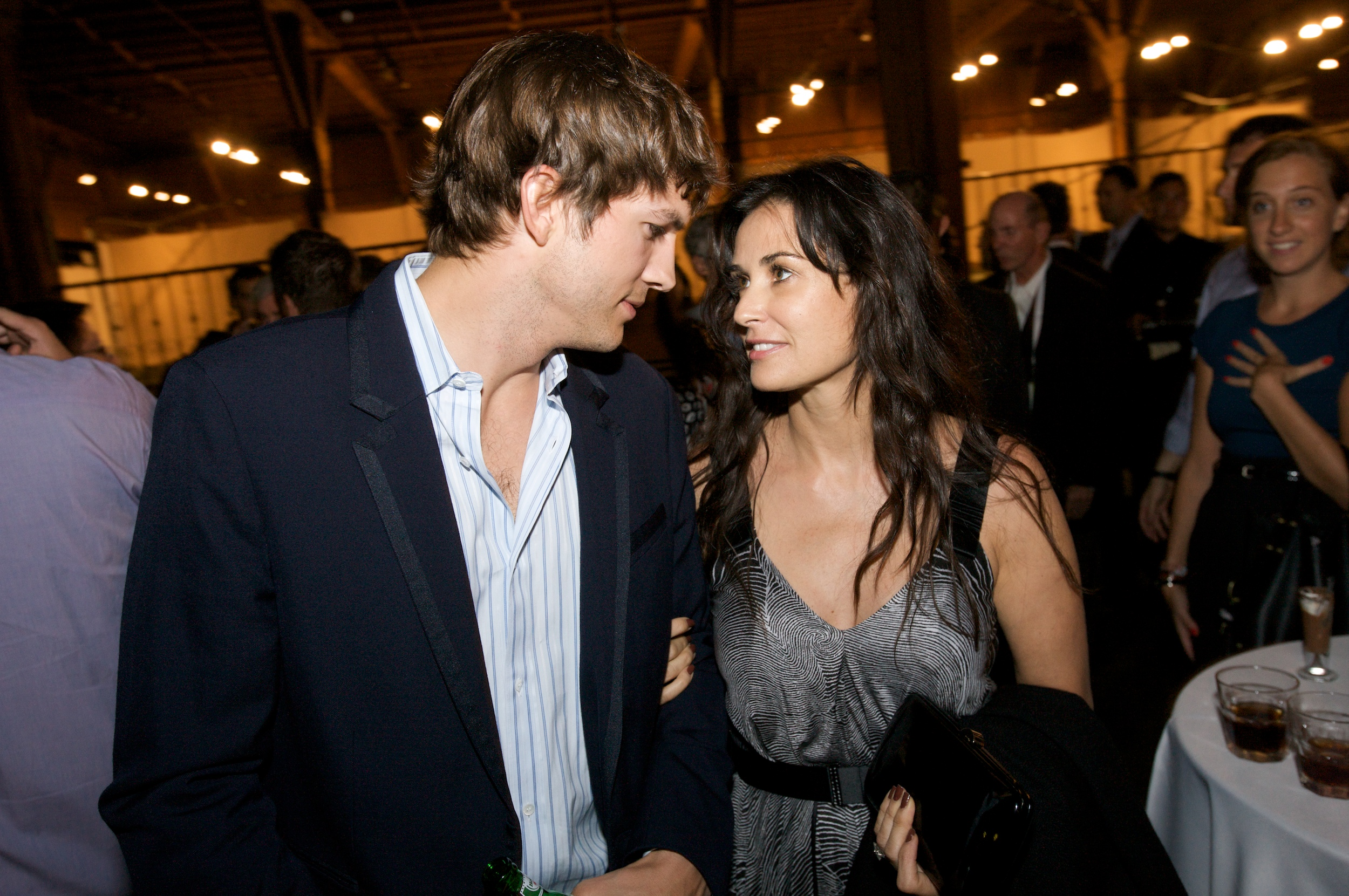
庫奇与前妻摩尔

庫奇曾與女演員詹纽瑞·琼斯（1998-2001）、艾希莉·史考特（Ashley Scott；2001-2002）、茉奈特·馬祖兒（Monet Mazur；2002）和布蘭妮·墨菲（Brittany Murphy；2002-2003）交往過，他與莫菲在2003年分手後，即與黛咪·摩爾交往，兩人年齡相差15歲的差距常成為媒體的話題焦點，之後兩人在2005年9月24日結婚，舉辦了私人婚禮，約有100親朋好友參加，當中也包含了摩爾的前夫布魯斯·威利。庫奇表示這場婚禮是一個「不邏輯的決定」，他也說道：「布魯斯和我另外也有深厚的交情。」後兩人於2013年離婚。摩尔在2019年出版的自传中称，庫奇的出轨行为是离婚的主要原因。
庫奇之後於2012年4月開始與女星蜜拉·庫妮絲開始交往，兩人曾經在70年代秀合作過。在2014年2月底，兩人宣布訂婚的消息。2014年10月1日誕下女兒Wyatt。兩人在2015年7月4日結婚。2016年兒子Dimitri出生。
庫奇的知心好友有前《That '70s Show》節目的共同演員丹尼·马斯特森和威廉·維德拉瑪（Wilmer Valderrama），還有演出《猪头，我的车咧?》的演員西恩·威廉·史考特。庫奇另外與曼斯特森和維德拉瑪投資合開了一間義大利餐廳，叫做「多切」（Dolce），還有一間日式主題餐廳「藝妓屋」（Geisha House），位在亞特蘭大和洛杉磯。同時，庫奇也是芝加哥熊隊的贊助者。
2022 年 8 月，庫徹宣布兩年前被診斷出患有血管炎，這在一年的時間裡影響了他的聽力、視力和行動能力。

## 影視作品列表
| 年份 | 名稱                                           | 角色                      | 備註   |
| ---- | ---------------------------------------------- | ------------------------- | ------ |
| 1999 | 《Coming Soon》                                | 路易 Louie                |        |
| 2000 | 《煞到你》 Down to You                         | 占·摩利臣                 |        |
| 2000 | 《殺鹿遊戲》 Reindeer Games                    | 大學學生                  |        |
| 2000 | 《豬頭，我的車咧》 Dude, Where's My Car?       | Jesse Montgomery III      |        |
| 2001 | 《飆風特警》 Texas Rangers                     | George Durham             |        |
| 2003 | 《新婚告急》 Just Married                      | Tom Leezak                |        |
| 2003 | 《頭家千金》 My Boss's Daughter                | Tom Stansfield            |        |
| 2003 | 《兒女一籮筐》 Cheaper by the Dozen            | 漢克 Hank                 | 未掛名 |
| 2004 | 《蝴蝶效應》 The Butterfly Effect              | 伊凡 Evan Treborn         |        |
| 2005 | 《誰敢來晚餐》 Guess Who                       | 賽門·格林 Simon Green     |        |
| 2005 | 《愛多你幾次》 A Lot Like Love                 | 奧立佛·馬丁 Oliver Martin |        |
| 2006 | 《驚爆時刻》 Bobby                             | 費雪 Fisher               |        |
| 2006 | 《海防最前線》 The Guardian                    | 傑克·費雪 Jake Fischer    |        |
| 2006 | 《打獵季節》 Open Season                       | 艾略特 Elliot             | 配音   |
| 2008 | 《頭彩冤家》 What Happens in Vegas             | Jack Fuller               |        |
| 2009 | 《情聖終結者》 Spread                          | Nikki                     |        |
| 2009 | 《真愛效應》 Personal Effects                  | Walter                    |        |
| 2010 | 《兄弟的判决》 Brother's Justice               | 他自己                    |        |
| 2010 | 《情人節快樂》 Valentine's Day                 | Reed Bennet               |        |
| 2010 | 《刺客公敵》 Killers                           | Spencer Aimes             |        |
| 2011 | 《飯飯之交》 No Strings Attached               | Adam Franklin             |        |
| 2011 | 《101次新年快樂》 New Year's Eve               | Randy                     |        |
| 2013 | 《賈伯斯》 Jobs                                |                           |        |
| 2014 | 《安妮》 Annie                                 | Simon Goodspeed           | 客串   |
| 2014 | 《世界存亡一指間》 The Man Who Saved the World | 他自己                    | 紀錄片 |
| TBD  | 《至念吾父》 The Long Home                     | Nathan Winer, Sr.         |        |
| TBA  | 《Vengeance》                                  |                           |        |
| 2023 | 《換屋假期》 Your Place or Mine                | Peter Coleman             |        |

| 年份            | 名稱                             | 角色                                                              | 備註                                      |
| --------------- | -------------------------------- | ----------------------------------------------------------------- | ----------------------------------------- |
| 1998–2006       | 《70年代秀》 That '70s Show      | Michael Kelso                                                     | 183集 主要角色（第1–7季） 客串（第8季）   |
| 2001            | 《其父「奇」女》 Just Shoot Me!  | Dean Cassidy                                                      | 單集："Mayas and Tigers and Deans, Oh My" |
| 2002            | 《你被禁足了》 Grounded for Life | Cousin Scott                                                      | 單集："Dust in the Wind"                  |
| 2003–2007；2012 | 《明星大整蠱》 Punk'd            | 他自己                                                            | 創作人、主持人、監製                      |
| 2005            | 《機器雞》 Robot Chicken         | Michael Kelso Michael Knight Templeton 'Faceman' Peck TiVo Addict | 配音 3集                                  |
| 2008            | 《顧問小姐》 Miss Guided         | Beaux                                                             | 單集："Hot Sub"                           |
| 2011–2015       | 《》 Two and a Half Men          | Walden Schmidt                                                    | 主要角色（第9–12季）；84集                |
| 2013            | 《工作男》 Men at Work           | Eric                                                              | 未掛名 單集："Long Distance Tyler"        |
| 2016            | 《蓋酷家庭》 Family Guy          | 他自己                                                            | 單集："Candy, Quahog Marshmallow"         |
| 2016–2020       | 《牧場家族》 The Ranch           | Colt Bennett                                                      | 主要角色；80集                            |
| 2017            | 《鑽石單身漢》 The Bachelorette  | 他自己                                                            | 單集："Season 13, 139 overall"            |

| 年份      | 名稱                                 | 頭銜       | 備註 |
| --------- | ------------------------------------ | ---------- | ---- |
| 2003      | 《明星大整蠱》 Punk'd                | 監製       | 79集 |
| 2003      | 《頭家千金》 My Boss's Daughter      | 共同製作人 |      |
| 2004      | 《蝴蝶效應》 The Butterfly Effect    | 監製       |      |
| 2004      | 《You've Got a Friend》              | 監製       | 8集  |
| 2005–2008 | 《美女與書呆子》 Beauty and the Geek | 監製       | 48集 |
| 2007      | 《Adventures in Hollyhood》          | 監製       | 8集  |
| 2007      | 《顧問小姐》 Miss Guided             | 監製       | 7集  |
| 2007      | 《Game Show in My Head》             | 監製       | 8集  |
| 2007      | 《The Real Wedding Crashers》        | 監製       | 7集  |
| 2007      | 《驚悚401號房》 Room 401             | 監製       | 8集  |

## 外部連結
- 艾希頓·庫奇在互联网电影资料库（IMDb）上的資料（英文）
- 在AllMovie上艾希頓·庫奇的頁面（英文）